# Лукачівська сільська рада
Лукачі́вська сільська́ ра́да — адміністративно-територіальна одиниця та орган місцевого самоврядування в Кельменецькому районі Чернівецької області. Адміністративний центр — село Лукачівка.

## Загальні відомості
- Населення ради: 751 особа (станом на 2001 рік)

## Населені пункти
Сільській раді підпорядковані населені пункти:
- с. Лукачівка

## Склад ради
Рада складалася з 12 депутатів та голови.
- Голова ради: Косташ Віктор Олександрович
- Секретар ради: Король Ніна Григорівна

### Керівний склад попередніх скликань
| Прізвище, ім'я, по батькові | Основні відомості                                                 | Дата обрання | Дата звільнення |
| --------------------------- | ----------------------------------------------------------------- | ------------ | --------------- |
| Косташ Віктор Олександрович | Сільський голова, 1958 року народження, освіта вища, безпартійний | 26.03.2006   | 31.10.2010      |
| Косташ Віктор Олександрович | Сільський голова, 1958 року народження, освіта вища, безпартійний | 31.10.2010   |                 |

Примітка: таблиця складена за даними сайту Верховної Ради України

### Депутати
За результатами місцевих виборів 2010 року депутатами ради стали:

#### За суб'єктами висування
| Суб'єкт висування                                       | Кількість обраних депутатів | %    |
| ------------------------------------------------------- | --------------------------- | ---- |
| Політична партія Всеукраїнське об'єднання «Батьківщина» | 6                           | 50   |
| Партія регіонів                                         | 5                           | 41,7 |
| Самовисування                                           | 1                           | 8,3  |

#### За округами
| № округу                                                | Прізвище, ім'я, по батькові        | Дата визнання обраним | Освіта             | Партійна приналежність                        | Відомості про обраного депутата                     |
| ------------------------------------------------------- | ---------------------------------- | --------------------- | ------------------ | --------------------------------------------- | --------------------------------------------------- |
| Партія регіонів                                         |                                    |                       |                    |                                               |                                                     |
| 3                                                       | Краснопольська Олександра Петрівна | 01.11.2010            | середня спеціальна | позапартійна                                  | тимчасово не працює                                 |
| 7                                                       | Целінський Петро Іванович          | 01.11.2010            | середня спеціальна | позапартійний                                 | Корпорація «Сварог», тракторист                     |
| 10                                                      | Шелестинська Світлана Петрівна     | 01.11.2010            | середня спеціальна | позапартійна                                  | тимчасово не працює                                 |
| 11                                                      | Ткачук Вікторія Вікторівна         | 01.11.2010            | вища               | позапартійна                                  | Лукачівська загальноосвітня школа І-ІІ ст., вчитель |
| 12                                                      | Новікова Наталя Василівна          | 01.11.2010            | середня спеціальна | позапартійна                                  | Лукачівська сільська рада, землевпорядник           |
| Політична партія Всеукраїнське об'єднання «Батьківщина» |                                    |                       |                    |                                               |                                                     |
| 1                                                       | Халай Тамара Нисторівна            | 01.11.2010            | середня            | позапартійна                                  | ТОВ "Агрофірма «Вілія», комірник                    |
| 2                                                       | Косташ Анатолій Олександрович      | 01.11.2010            | вища               | член Всеукраїнського об'єднання «Батьківщина» | ТОВ "Агрофірма «Вілія», директор                    |
| 4                                                       | Мінялук Наталія Василівна          | 01.11.2010            | середня спеціальна | член Всеукраїнського об'єднання «Батьківщина» | Лукачівське відділення зв'язку, листоноша           |
| 5                                                       | Гуцул Тетяна Остапівна             | 01.11.2010            | вища               | позапартійна                                  | Лукачівська сільська рада, бухгалтер                |
| 8                                                       | Ткач Валентина Іванівна            | 01.11.2010            | середня спеціальна | позапартійна                                  | Кельменецька ЦРЛ, медична сестра                    |
| 9                                                       | Пахолка Наталія Михайлівна         | 01.11.2010            | середня спеціальна | член Всеукраїнського об'єднання «Батьківщина» | Лукачанський ДНЗ, кухар                             |
| Самовисування                                           |                                    |                       |                    |                                               |                                                     |
| 6                                                       | Король Ніна Григорівна             | 01.11.2010            | вища               | позапартійна                                  | Лукачівська сільська рада, секретар                 |

## Населення
За переписом населення України 2001 року в сільській раді мешкало 748 осіб.

### Мова
Розподіл населення за рідною мовою за даними перепису 2001 року:
| Мова       | Відсоток |
| ---------- | -------- |
| українська | 96,14 %  |
| молдовська | 2,66 %   |
| російська  | 0,93 %   |
| білоруська | 0,27 %   |